# أثمان أقنتي الثمرة
أثمان أقنتي الثمرة (الاسم العلمي: Ipomoea acanthocarpa)، نوع من جنس الأثمان وفصيلة المحمودية. ولا يوجد لها أي نويعات حسب دليل الحياة.